# Beatriz Silva Gallardo
Beatriz Silva Gallardo (Santiago de Xile, 11 de setembre de 1969) és una periodista i política catalana d'origen xilè.

## Trajectòria professional[calcitació]
Va cursar els seus estudis a la Univerdad Católica de Xile on va obtenir la Llicenciatura en Periodisme i Informació Social i la Llicenciatura en Estètica. El 1995 es va traslladar a Barcelona on va cursar estudis de doctorat en Història de l'Art a la Universitat Autònoma de Barcelona.En els seus primers anys d'activitat professional a Xile va treballar al diari La Segunda (una de les capçaleres del grup El Mercurio) i a la televisió nacional de Xile. També va col·laborar amb mitjans com ara Radio Cooperativa i la revista mexicana Visión.
Entre 1995 y 2008 va compaginar els seus estudis de doctorat a Barcelona amb la corresponsalia del diari El Mercurio a Espanya i Londres, capçalera per la que va cobrir informativament el cas contra Pinochet a Londres, on va residir fins al 2002. Després de viure a Berkeley –Califòrnia- va tornar a Barcelona el 2009 compaginant el periodisme amb la comunicació institucional per a empreses i organitzacions com ara Infonomia, la Federació d'Entitats d'Atenció i Educació a la Infància i l'Adolescència i la Universitat Oberta de Catalunya i per a mitjans com ara la televisió pública alemanya, SWR, el Canal Arte, Deutsche Welle; i mitjans espanyols i internacionals com ara la revista Caras i CTXT.
En la seva carrera professional com corresponsal destaca la cobertura de l'arrest d'Augusto Pinochet a Londres en 1999, les eleccions generals a Espanya de 1996, 2000 i 2004 i l'atac contra les Torres Bessones de 2001, ocasió en què va ser la primera a entrevistar al portaveu de Osama Bin Laden a Londres i confirmar l'autoria d'aquest en els atemptats.
Entre els projectes en què ha participat en els últims anys, hi ha el documental del Canal Arte sobre pobresa infantil La fabrique de pauvres / Gemachte Armut, la trilogia documental sobre els maies Die Mayaroute (SWR) i el documental Federal, d'Albert Solé.
Actualmente col·labora de manera regular amb diversos mitjans espanyols i catalans com El País, El Periodico, CTXT, Diari de Girona, Crónica Global, El Triangle i Público.

## Trajectòria cívica i política
El seu activisme polític va començar als 16 anys durant la dictadura d'Augusto Pinochet a Xile on va participar activament en les mobilitzacions per demanar la fi de la dictadura i la repressió formant part del recompte paral·lel al plebiscit de 1988.
A Espanya va ser militant del Partit Socialista Unificat de Catalunya Viu (PSUC Viu), el referent del Partit Comunista d'Espanya (PCE) a Catalunya, i des 2017 ha estat vinculada a el Partit dels Socialistes de Catalunya.
Va ser fundadora a 2013 de Federalistes d’Esquerres, plataforma de la qual és membre de la junta directiva, i vicepresidenta del Moviment Democràtic de Dones a Catalunya. Actualment participa en diferents plataformes federalistes i feministes com la Unió de Federalistes Europeus (UEF), Entesa Federalista, Clàssiques i Modernes i la Plataforma pel dret a no ser prostituïdes. També va col·laborar amb Càritas Barcelona
Durant la XII legislatura va ser portaveu d'Infància i d'Igualtat del Grup Parlamentari Socialistes al Parlament de Catalunya i ponent del projecte de reforma de la Llei 5/2008 del dret de les dones a erradicar la violència masclista.
A les eleccions al Parlament de Catalunya de 2017 i 2021 fou escollida com a diputada amb la llista de Partit dels Socialistes de Catalunya.